# Gotoku Sakai
Gōtoku Sakai (酒井 高徳 Sakai Gōtoku, sinh 14 tháng 3 năm 1991) là hậu vệ Nhật Bản chơi ở vị trí cánh phải. Sakai hiện đang chơi bóng tại Bundesliga cho Hamburger SV và là đội trưởng của Đội tuyển bóng đá quốc gia Nhật Bản.

## Sự nghiệp cầu thủ

### Tiền chuyên nghiệp
Sakai sinh ra tại New York với bố là người Nhật và mẹ là người Đức. Gia đình Sakai chuyển tới Nhật Bản khi anh mới 2 tuổi. Thời niên thiếu Sakai sống tại Sanjō, Niigata prefecture. Sakai bắt đầu chơi bóng cho Sanjō junior soccer club, cùng với em trai Noriyoshi. Đến tuổi 15, Sakai gia nhập học viện của Albirex Niigata đồng thời học trung học tại Kaishi Gakuen High School.
Sau khi tốt nghiệp trung học, Sakai quyết định đi theo sự nghiệp cầu thủ và sau đó không lâu anh được chơi tại J. League Division 1 thuộc liên đoàn bóng đá Nhật Bản JFA. Trận đấu chuyên nghiệp đầu tiên của Sakai là một trận đấu với FC Tokyo vào tháng 10 năm 2009.

### VfB Stuttgart
Vào 1 tháng 1 năm 2012, Gōtoku Sakai được Albirex Niigata cho VfB Stuttgart mượn và tới tháng 6 năm 2013, Stuttgart đã mua đứt anh..
Đến tháng 10 năm 2013, Sakai đã kí hợp đồng chính thức 3 năm với Stuttgart với chi phí không được tiết lộ..

### Hamburger SV
Sau thời gian thành công tại Stuttgart, Sakai chuyển sang chơi bóng cho Hamburger SV vào năm 2015 và trở thành trụ cột của đội bóng này. Anh trở thành đội trưởng của HSV và vẫn gắn bó với đội bóng này đến nay kể cả khi câu lạc bộ đã có mùa giải thảm họa và lần đầu tiên xuống hạng trong lịch sử mùa giải 2016/17.

## Sự nghiệp quốc tế
Sakai chơi trận đấu quốc tế đầu tiên là khi chơi cho U20 Nhật Bản tại 2010 AFC U-19 Championship tổ chức tại Trung Quốc. Năm 2011, Sakai trong danh sách cầu thủ trong tuyển U23 Nhật Bản tranh tài tại 2011 AFC Asian Cup tổ chức tại Qatar nhưng sau đó bị loại vị chấn thương.
Sakai sau đó được gọi lên Nhật Bản vào ngày 6 tháng 9 năm 2012 tại Kirin Cup gặp UAE.
Cuối năm 2012 Sakai được IBWM bình chọn trong top 100 cầu thủ trẻ triển vọng của bóng đá thế giới năm 2013.
Tháng 5 năm 2018 Sakai cùng Nhật Bản tranh tài tại 2018 FIFA World Cup ở Nga. Sau trận thua Bỉ tại vòng 1/16, Sakai quyết định từ giã đội tuyển quốc gia khi mới 27 tuổi để tập trung cho Hamburger SV.

## Career statistics

### Club
Tính đến ngày 23 tháng 6 năm 2018
| Club            | Season       | League       | League | League | Cup1 | Cup1  | League Cup2 | League Cup2 | Continental3 | Continental3 | Total | Total |
| Club            | Season       | League       | Apps   | Goals  | Apps | Goals | Apps        | Goals       | Apps         | Goals        | Apps  | Goals |
| --------------- | ------------ | ------------ | ------ | ------ | ---- | ----- | ----------- | ----------- | ------------ | ------------ | ----- | ----- |
| Albirex Niigata | 2008         | J1 League    | 0      | 0      | 1    | 0     | 0           | 0           | —            | —            | 1     | 0     |
| Albirex Niigata | 2009         | J1 League    | 18     | 0      | 1    | 0     | 4           | 0           | —            | —            | 23    | 0     |
| Albirex Niigata | 2010         | J1 League    | 31     | 0      | 0    | 0     | 4           | 0           | —            | —            | 35    | 0     |
| Albirex Niigata | 2011         | J1 League    | 25     | 1      | 2    | 0     | 3           | 0           | —            | —            | 30    | 1     |
| Albirex Niigata | Total        | Total        | 74     | 1      | 4    | 0     | 11          | 0           | —            | —            | 89    | 1     |
| VfB Stuttgart   | 2011–12      | Bundesliga   | 14     | 0      | —    | —     | —           | —           | —            | —            | 14    | 0     |
| VfB Stuttgart   | 2012–13      | Bundesliga   | 27     | 0      | 4    | 0     | —           | —           | 10           | 1            | 41    | 1     |
| VfB Stuttgart   | 2013–14      | Bundesliga   | 28     | 0      | 2    | 0     | —           | —           | 2            | 0            | 32    | 0     |
| VfB Stuttgart   | 2014–15      | Bundesliga   | 18     | 1      | 1    | 0     | —           | —           | —            | —            | 19    | 1     |
| VfB Stuttgart   | Total        | Total        | 87     | 1      | 7    | 0     | —           | —           | 12           | 1            | 106   | 2     |
| Hamburger SV    | 2015–16      | Bundesliga   | 22     | 0      | 1    | 0     | —           | —           | —            | —            | 23    | 0     |
| Hamburger SV    | 2016–17      | Bundesliga   | 33     | 1      | 2    | 0     | —           | —           | —            | —            | 35    | 1     |
| Hamburger SV    | 2017–18      | Bundesliga   | 28     | 0      | 1    | 0     | —           | —           | —            | —            | 29    | 0     |
| Hamburger SV    | Total        | Total        | 83     | 1      | 4    | 0     | —           | —           | —            | —            | 87    | 1     |
| Career total    | Career total | Career total | 204    | 3      | 12   | 0     | 11          | 0           | 12           | 1            | 239   | 4     |

1Includes Emperor's Cup and DFB-Pokal.
2Includes J. League Cup.
3Includes UEFA Europa League.

### International
Tính đến ngày 2 tháng 7 năm 2018
| Japan | Japan | Japan |
| Year  | Apps  | Goals |
| ----- | ----- | ----- |
| 2012  | 2     | 0     |
| 2013  | 9     | 0     |
| 2014  | 7     | 0     |
| 2015  | 7     | 0     |
| 2016  | 7     | 0     |
| 2017  | 4     | 0     |
| 2018  | 6     | 0     |
| Total | 42    | 0     |

## Honours

### Club
VfB Stuttgart
- DFB-Pokal Runner-up: 2012–13